# Allardt, Tennessee
Allardt, Tennessee (енгл. Allardt) град је у америчкој савезној држави Тенеси.

## Демографија
По попису из 2010. године број становника је 634, што је 8 (-1,2%) становника мање него 2000. године.
| Група             | 2000.       | 2010.       |
| Белци             | 633 (98,6%) | 631 (99,5%) |
| Афроамериканци    | 0 (0,0%)    | 0 (0,0%)    |
| Азијати           | 1 (0,2%)    | 0 (0,0%)    |
| Хиспаноамериканци | 2 (0,3%)    | 1 (0,2%)    |
| Укупно            | 642         | 634         |